# ناسور تيهي
الناسور التيهي (بالإنجليزية: Labyrinthine fistula)‏ هو فتحة غير طبيعية في المحفظة العظمية للأذن الداخلية تؤدى إلى تسرب اللمف المحيطي من القوقعة إلى الأذن الوسطى، ويشمل على وجه التحديد ناسور اللمف المحيطي، وهو اتصال غير طبيعي بين سائل الأذن الداخلية والأذن الوسطى المملوءة بالهواء، ويكون سبب هذا الاتصال هو تمزق النافذة المستديرة التي تفصل بين الأذن الداخلية والوسطى. وهناك نوع آخر من الناسور التيهي وهو تفكك القناة النصف دائرية، الذي يسمح للأذن الداخلية بالتأثر بالضغط داخل الجمجمة مباشرة.

## العلامات والأعراض
ناسور اللمف المحيطي هو سبب الدوخة، وعدم التوازن، وفقدان السمع، وقد تتواجد أي من هذه الأعراض أو كلها، بينما الدوار ليس شائعًا في هذا الاضطراب. والسبب الأكثر شيوعا لهذا الناسور هو إصابات الرأس أو الأذن، كما يمكن أن ينتج أيضا عن الزيادات السريعة للضغط داخل الجمجمة، ونادرًا ما تكون هذه النواسير خلقية، حيث تؤدي في هذه الحالة إلى فقدان السمع التدريجي والدوار في مرحلة الطفولة، كما أنه قد يكون أحد مضاعفات عملية استئصال عظم الركاب.

## السبب
يمكن أن يكون الناسور خلقيًا أو يتطور مع مرور الوقت مع ترقق محفظة الأذن من خلال النبضات المستمرة للضغط داخل الجمجمة ضد عظام الجمجمة، كما يمكن أن تؤدي بعض الأمراض، مثل الورم الكوليسترولي إلى الناسور التيهي. ويمكن أن تؤدي الأحداث الرضية، التي تسبب تغيرات زائدة في ضغط الأذن الداخلية مثل غوص السكوبا، أو صدمة الرأس، أو الضوضاء العالية للغاية إلى حدوث تمزق وتسرب.

## التشخيص
عند التشخيص، يجب التفريق بين ناسور اللمف المحيطي ومرض منيير. ويعتبر فغر الطبلة وسيلة لتشخيص وعلاج ناسور اللمف المحيطي.

## العلاج
يُنصَح المرضى بالراحة في الفراش، وتجنب الأنشطة التي تزيد من الضغط داخل الجمجمة (مثل رفع الأثقال، ومناورة فالسالفا، والغوص، والسفر في الطائرات) مع الأمل في التئام الغشاء من تلقاء نفسه، كما يمكن أن تكون تقنيات العلاج الطبيعي مفيدة في إدارة أعراض عدم استقرار الحركة.

## روابط خارجية
- http://www.dizziness-and-balance.com/disorders/unilat/fistula.html